# Campionato ucraino di football americano 2000
Il Campionato ucraino di football americano 2000 è l'8ª edizione del campionato di football americano di primo livello, organizzato dalla FAFU.

## Squadre partecipanti
| Club                 | Città    | Stadio | Sponsor ufficiale | Risultato nella stagione 1999 |
| -------------------- | -------- | ------ | ----------------- | ----------------------------- |
| Donetsk Scythians    | Donec'k  |        |                   |                               |
| Kharkiv Titans       | Charkiv  |        |                   |                               |
| Kiev Gepards         | Kiev     |        |                   |                               |
| Kiev Slavs           | Kiev     |        |                   |                               |
| Uzhgorod Lumberjacks | Užhorod  |        |                   |                               |
| Vinnytsia Wolves     | Vinnycja |        |                   |                               |

## Stagione regolare

### Calendario

#### Prima fase

##### 1ª giornata
| 29 aprile 2000 | Uzhgorod Lumberjacks | 6 – 56 | Kiev Gepards |  |

##### 2ª giornata
| 6 maggio 2000 | Uzhgorod Lumberjacks | 0 – 43 | Kiev Slavs |  |

| 6 maggio 2000 | Donetsk Scythians | 20 – 0 (a tavolino) | Vinnytsia Wolves |  |

##### 3ª giornata
| 13 maggio 2000 | Kiev Slavs | 19 – 14 | Kiev Gepards |  |

| 13 maggio 2000 | Vinnytsia Wolves | 14 – 48 | Donetsk Scythians |  |

##### 4ª giornata
| 20 maggio 2000 | Kiev Gepards | 42 – 13 | Uzhgorod Lumberjacks |  |

| 20 maggio 2000 | Donetsk Scythians | 35 – 0 | Kharkiv Titans |  |

##### 5ª giornata
| 3 giugno 2000 | Kiev Slavs | 20 – 0 (a tavolino) | Uzhgorod Lumberjacks |  |

| 3 giugno 2000 | Kharkiv Titans | 9 – 24 | Donetsk Scythians |  |

##### 6ª giornata
| 10 giugno 2000 | Kiev Gepards | 26 – 21 | Kiev Slavs |  |

| 10 giugno 2000 | Vinnytsia Wolves | 0 – 40 | Kharkiv Titans |  |

##### 7ª giornata
| 17 giugno 2000 | Kharkiv Titans | 20 – 0 (a tavolino) | Vinnytsia Wolves |  |

#### Tabelle riassuntive

##### Girone Est
|   |                                 | SCY   | TIT  | WOL         |
| 1 | Donetsk Scythians (4-0, 127-23) |       | 35-0 | 20–0 d.g.s. |
| 2 | Kharkiv Titans (2-2, 69-59)     | 9-24  |      | 20-0 d.g.s. |
| 3 | Vinnytsia Wolves (0-4, 14-128)  | 14-48 | 0-40 |             |

##### Girone Ovest
|   |                                    | GEP   | SLA   | LUM         |
| 1 | Kiev Gepards (3-1, 138-59)         |       | 26-21 | 42-13       |
| 2 | Kiev Slavs (3-1, 103-40)           | 19–14 |       | 20-0 d.g.s. |
| 3 | Uzhgorod Lumberjacks (0-4, 19-161) | 6–56  | 0-43  |             |

#### Final Four
Mancano i risultati di 4 partite, fra le squadre del girone Est e i Gepards.
| 16 settembre 2000 | Kiev Slavs | 0 – 51 | Donetsk Scythians |  |

| 23 settembre 2000 | Donetsk Scythians | 21 – 0 | Kiev Slavs |  |

| 2000 | Kharkiv Titans | 27 – 20 | Kiev Slavs |  |

| 2000 | Kiev Slavs | 33 – 0 | Kharkiv Titans |  |

### Classifica
La classifica della regular season è la seguente:
- PCT = percentuale di vittorie, G = partite giocate, V = partite vinte, P = partite perse, PF = punti fatti, PS = punti subiti

| Pos. | Squadra              | PCT   | G | V | N | P | PF  | PS  |
| ---- | -------------------- | ----- | - | - | - | - | --- | --- |
| 1    | Donetsk Scythians    | 1.000 | 8 | 8 | 0 | 0 | 290 | 30  |
| 2    | Kiev Gepards         | .500  | 8 | 4 | 0 | 4 | 166 | 176 |
| 3    | Kiev Slavs           | .500  | 8 | 4 | 0 | 4 | 123 | 132 |
| 4    | Kharkiv Titans       | .250  | 8 | 2 | 0 | 6 | 115 | 207 |
| 5    | Uzhgorod Lumberjacks | .333  | 6 | 2 | 0 | 4 | 89  | 161 |
| 6    | Vinnytsia Wolves     | .000  | 6 | 0 | 0 | 6 | 14  | 198 |

N.B.: Lumberjacks e Wolves non hanno partecipato alle Final Four ma hanno disputato due incontri fra di loro, di cui non sono però noti date e risultati (sono complessivamente due vittorie dei Lumberjacks per un totale di 70-0).

## Coppa del Presidente UFAF
| 14 ottobre 2000 | Uzhgorod Lumberjacks | 7 – 8 | Vinnytsia Wolves |  |

## Coppa della Federazione
| 14 ottobre 2000 | Kiev Slavs | 14 – 2 | Kharkiv Titans |  |

## Finale
| 14 ottobre 2000 | Donetsk Scythians | 66 – 0 | Kiev Gepards |  |

## Verdetti
- Donetsk Scythians Campioni di Ucraina 2000
- Kiev Slavs Vincitori della Coppa della Federazione 2000
- Vinnytsia Wolves Vincitori della Coppa del Presidente UFAF 2000